# PGC 2176034
LEDA/PGC 2176034 ist eine leuchtschwache Spiralgalaxie im Sternbild Perseus am Nordsternhimmel. Sie ist schätzungsweise 956 Millionen Lichtjahre von der Milchstraße entfernt und hat einen Durchmesser von etwa 290.000 Lichtjahren. Vom Sonnensystem aus entfernt sich das Objekt mit einer errechneten Radialgeschwindigkeit von näherungsweise 21.300 Kilometern pro Sekunde.

## Galaktisches Umfeld
| Nr. | Galaxie          | Alternativname          | Rek           | Dek          | Distanz/asec |
| --- | ---------------- | ----------------------- | ------------- | ------------ | ------------ |
| →   | LEDA/PGC 2176034 | 2MASX J02394753+4107204 | 02h39m47.53s  | +41d07m20.3s | 0            |
| 1   | LEDA/PGC 2176766 | 2MASX J02395523+4109584 | 02h39m55.24s  | +41d09m58.9s | 183.16       |
| 2   | LEDA/PGC 2174722 | 2MASX J02402634+4102250 | 02h40m26.384s | +41d02m24.90 | 529.34       |
| 3   | LEDA/PGC 10047   | UGC 2135                | 02h39m11.03s  | +41d14m44.3s | 606.01       |
| 4   | LEDA/PGC 213054  | 2MASX J02390474+4113452 | 02h39m04.75s  | +41d13m45.1s | 617.97       |
| 5   | LEDA/PGC 2178789 | 2MASX J02393315+4117393 | 02h39m33.14s  | +41d17m39.3s | 639.87       |
| 6   | LEDA/PGC 2178895 | 2MASX J02393607+4118024 | 02h39m36.08s  | +41d18m02.7s | 655.62       |
| 7   | LEDA/PGC 2178998 | 2MASX J02394104+4118244 | 02h39m41.03s  | +41d18m24.5s | 667.76       |
| 8   | LEDA/PGC 2179231 | 2MASX J02395808+4119114 | 02h39m58.07s  | +41d19m11.4s | 721.17       |
| 9   | LEDA/PGC 10164   | CGCG 539-075            | 02h40m54.75s  | +41d13m39.4s | 848.72       |
| 10  | NGC 1003         | PGC 10052               | 02h39m16.89s  | +40d52m20.3s | 964.45       |